# La Morte (Francia)
La Morte è un comune francese di 158 abitanti situato nel dipartimento dell'Isère nella regione dell'Alvernia-Rodano-Alpi.

## Società

### Evoluzione demografica
Abitanti censiti